# Genista polyanthos
Genista polyanthos är en ärtväxtart som beskrevs av Heinrich Moritz Willkomm. Genista polyanthos ingår i släktet ginster, och familjen ärtväxter. Inga underarter finns listade i Catalogue of Life.